# Districtul Koléa
Koléa este un district din provincia Tipaza, Algeria.